# Sphagnum capillifolium
Sphagnum capillifolium là một loài rêu trong họ Sphagnaceae. Loài này được (Ehrh.) Hedw. mô tả khoa học đầu tiên năm 1782.

## Hình ảnh

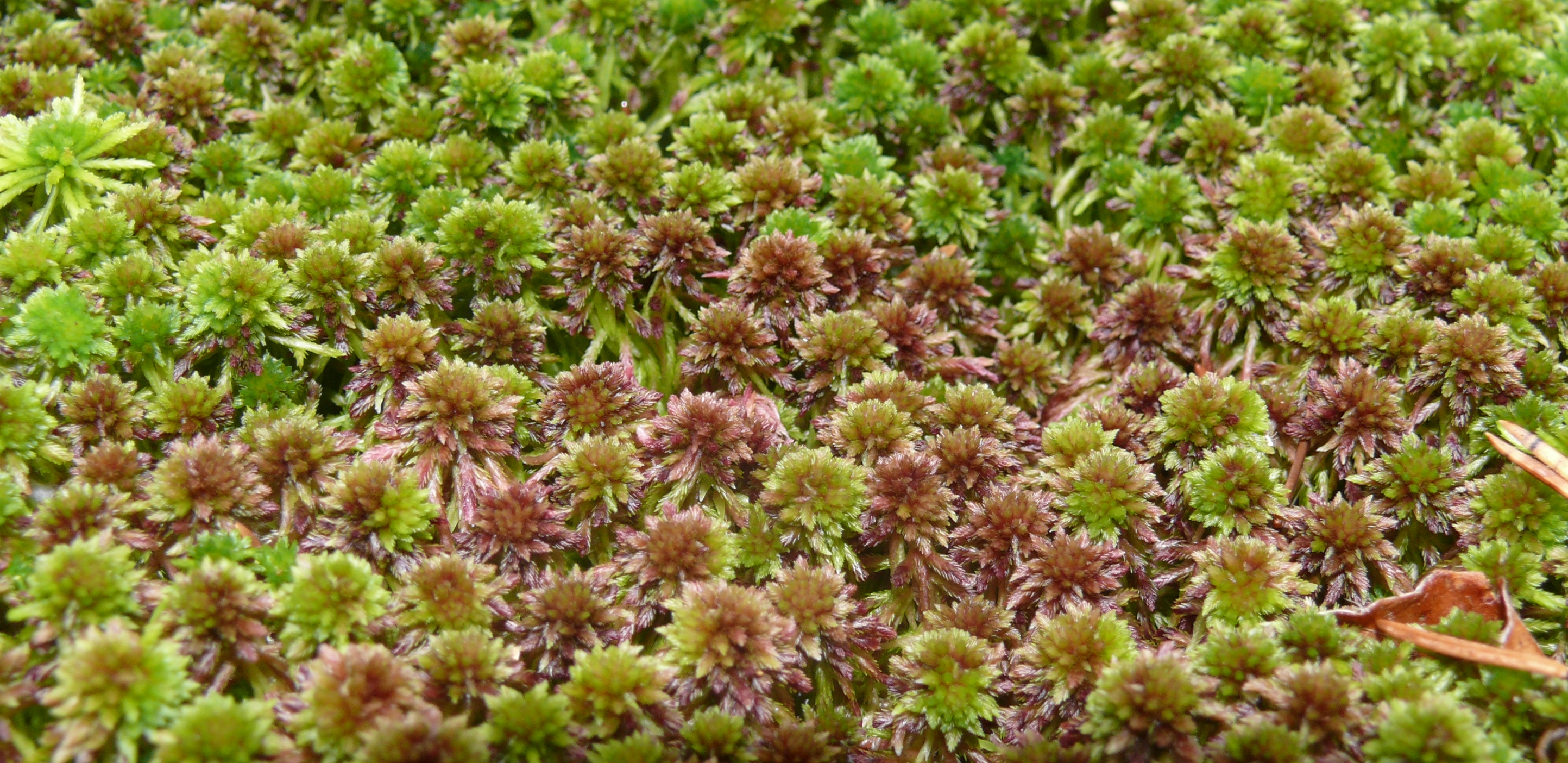
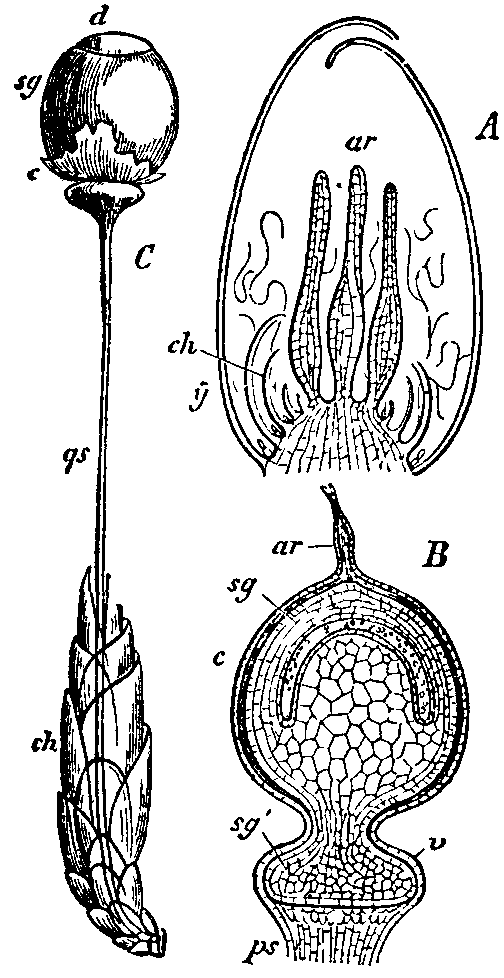
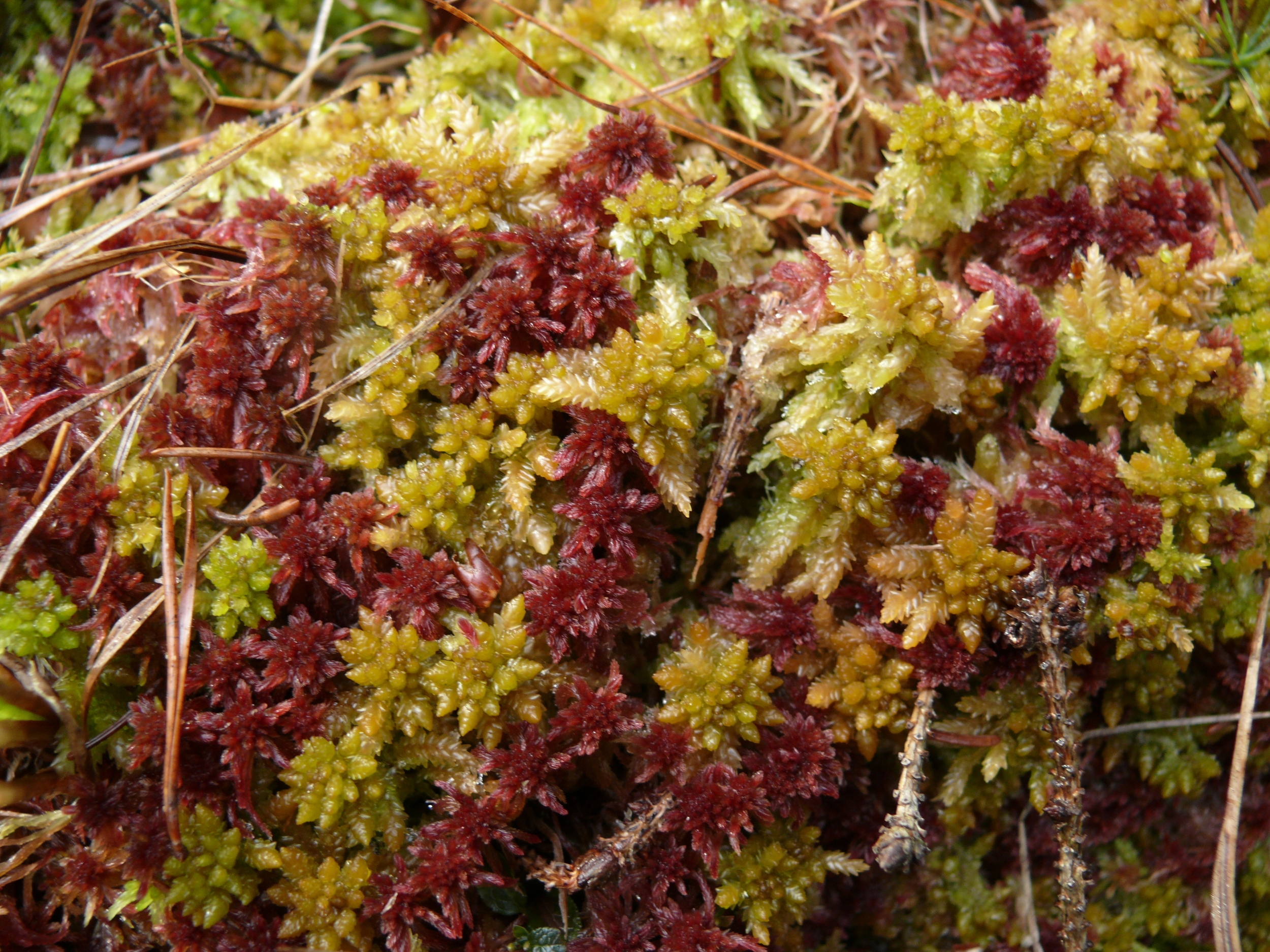
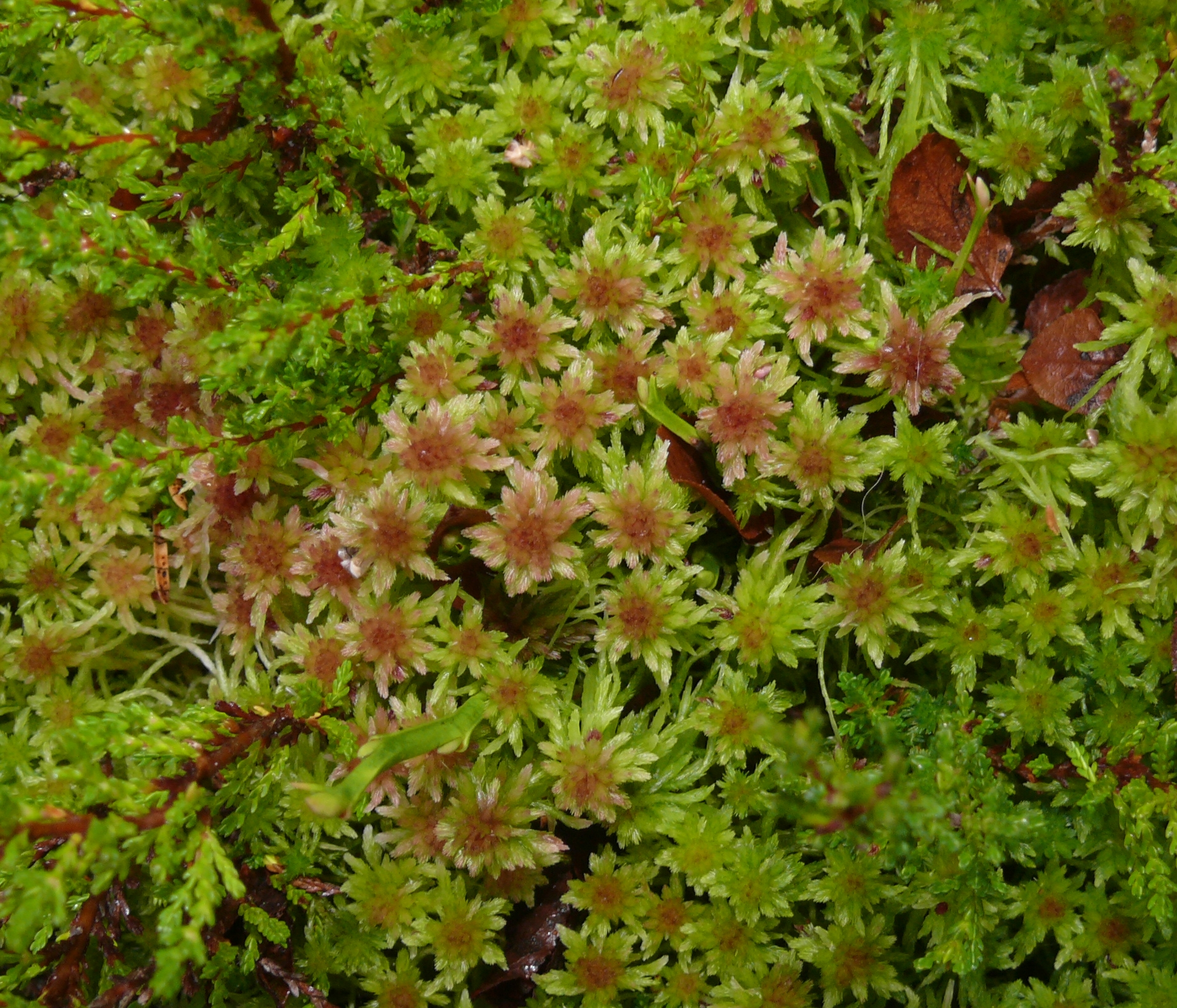